# Silhouette (Seychellen)
Silhouette ist eine Insel der Seychellen in der Inselgruppe um Mahé.
Silhouette ist mit 20 km² die drittgrößte Insel der inneren Seychellen und liegt nordwestlich von Mahé. Etwa fünf Kilometer nördlich der Insel befindet sich die kleine Insel North Island. Anders als die geographische Lage vermuten lässt, gehört die Insel administrativ zum Distrikt La Digue and Inner Islands und wird damit von der Insel La Digue aus verwaltet.
Geologisch unterscheiden sich Silhouette und North Island von den anderen Inseln der inneren Seychellen. Beide bestehen aus etwa 63 Millionen Jahre altem Syenit vulkanischen Ursprungs, während der Granit von Mahé oder Praslin etwa 650 Millionen Jahre alt ist.
Mont Plaisir, der höchste Berg der Insel, ist 752 Meter hoch, Mont Dauban 740 Meter. In zwei Dörfern leben die etwa 150 Einwohner. Hauptort ist La Passe an der Nordostküste, an dessen nördlichem Ende das Fünf-Sterne-Resort Labriz mit 105 Häusern steht. Das zweite Dorf ist Grand Barbe an der Südwestküste.
Silhouette verfügt über keine Straßen und ist auch sonst relativ wenig erschlossen. Die Natur ist verhältnismäßig gut in ihrem ursprünglichen Zustand erhalten. Biologen halten die Insel für eines der wichtigsten Artenvielfalts-Gebiete im Indischen Ozean.
Auf der Insel befindet sich eine Aufzuchtstation für die bis Anfang der 1990er Jahre als ausgestorben geltenden Seychellen-Riesenschildkröten Dipsochelys hololissa und Dipsochelys hololissa. Mittlerweile gibt es dort etwa 150 Jungtiere.
Die Insel verdankt ihren Namen Étienne de Silhouette, der französischer Finanzminister zu Zeiten von König Ludwig XV. war.